# Stowarzyszenie Lekarzy Kolejowych R.P.

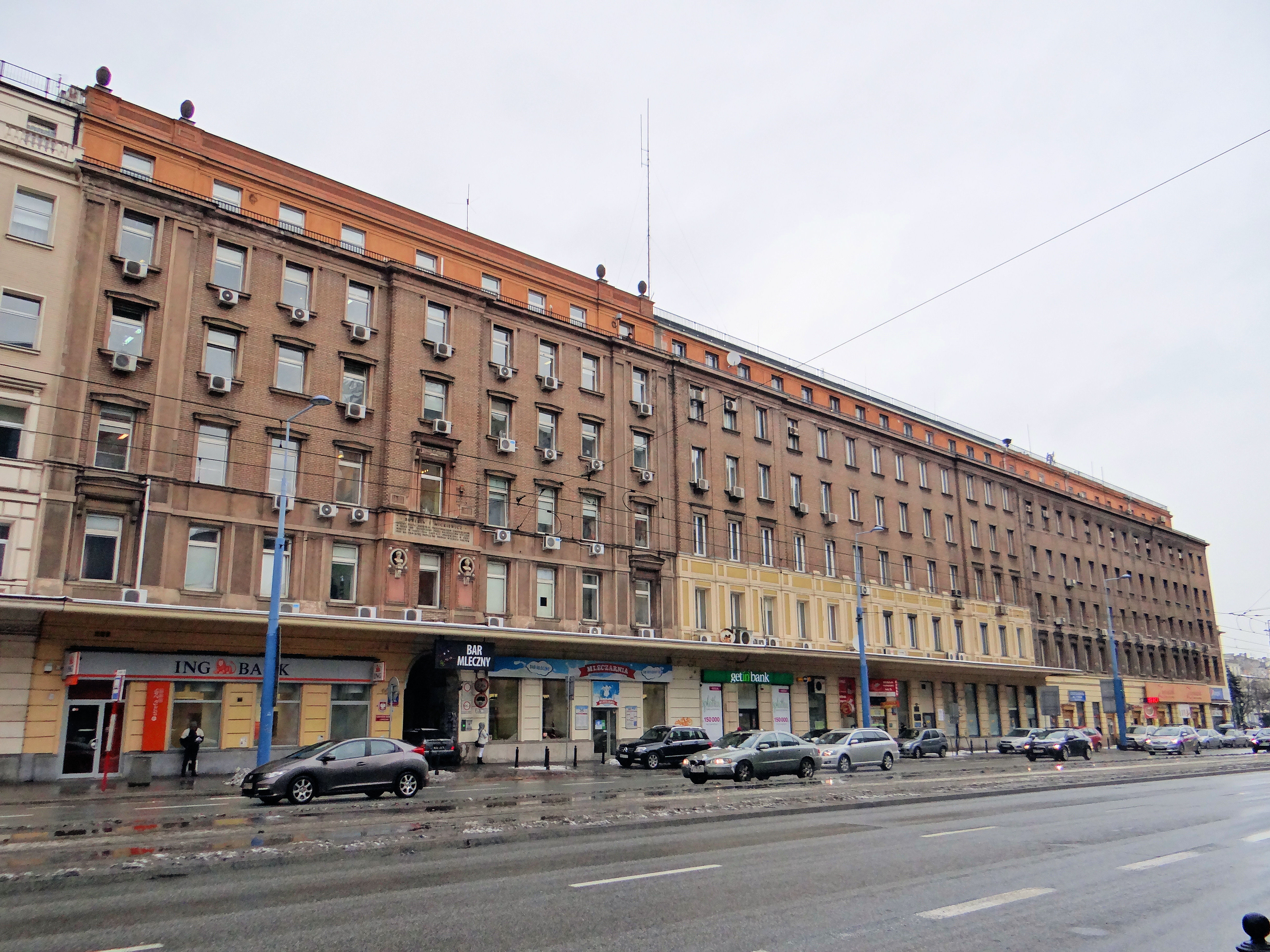
b. siedziba związku w al. Jerozolimskich (lata 30.)

Stowarzyszenie Lekarzy Kolejowych R.P., jedna z działających w okresie międzywojennym w środowisku pracowników kolejowych organizacji związkowych, powstała w 1929 jako Zrzeszenie Lekarzy Kolejowych.

## Siedziba
Mieściła się w kamienicy Wsiewołoda Istomina w al. Jerozolimskich 6, obecnie al. Jerozolimskie 30, ul. Chmielnej 38 (1938), ostatnio przy ul. Służewskiej 7 (1939).

## Media
Organem związku był kwart. Lekarz Kolejowy (1928-1939), z adresem redakcji przy ul. Chmielnej 71, następnie ul. Chmielnej 38 (1932-1933), przy ul. Służewskiej 7. W latach 1947-1949 kwartalnik wydawany był przez ówczesny Związek Zawodowy Kolejarzy.

## Prezesi
- 1935[5]-1938[6] - dr Jan Bermański
- 1939 - dr Konrad Okolski[2]